# Dinero (novela)
Dinero (título original en inglés, Money: A Suicide Note es una novela del año 1984 de Martin Amis. La revista Time incluyó esta novela en sus "100 mejores novelas en lengua inglesa desde 1923 hasta la actualidad". La novela se basa en la experiencia de Amis como guionista en la película Saturno 3, una película al servicio de Kirk Douglas.
La canción de los Dire Straits "Heavy Fuel" se basa vagamente en la novela (y el título está extraído de la misma). La novela fue dramatizada por la BBC en 2010.

## Resumen de la trama
Dinero cuenta la historia de, y es narrada por, John Self, un director exitoso de anuncios que es invitado a Nueva York por Fielding Goodney, un productor cinematográfico, para rodar su primera película. Self es un hedonista arquetípico y desaliñado; usualmente está borracho, un ávido consumidor de pornografía y prostitutas, come demasiado y, sobre todo, gasta demasiado, animado por Goodney.
Todos los actores de la película, que Self al principio tituló como Buen dinero, pero que al final quiere renombrar como Mal dinero, tienen alguna clase de problema emocional que choca con los otros miembros del elenco y con sus papeles — el casting principal ya estaba hecho por Goodney. Como ejemplos: al estricto cristiano Spunk Davis (cuyo nombre es intencionadamente desafortunado) le piden que interprete a un camello; al duro Lorne Guyland lo tienen que asaltar físicamente; a la maternal Caduta Massi, que se siente insegura sobre su cuerpo, le piden que aparezca en una escena sexual con Lorne, a quien detesta.
A Self lo acosa "Frank el Teléfono" mientras está en Nueva York, un inadaptado social que lo amenaza a través de una serie de conversaciones telefónicas, aparentemente porque Self personifica el éxito que Frank era incapaz de lograr. A Self no lo asusta Frank, incluso cuando lo pega mientras están en plena borrachera. (Self, típico de él, es incapaz de recordar cómo lo atacaron.) Hacia el final del libro, Self organiza un encuentro con Frank para la hora de la verdad, que es el principio del sorprendente desenlace de la novela. Dinero es parecida a la novela de Amis, cinco años posterior, Campos de Londres, en que tiene un gran giro argumental. 
Self regresa a Londres antes de que comience la filmación, revelando más de sus humildes orígenes, su padre casero Barry (quien demuestra su desprecio hacia su hijo facturándole cada penique gastado en su crianza) y el portero de pub Fat Vince. Self descubre que su novia londinense, Selina, tiene un lío con Ossie Twain, mientras que Self está de la misma manera atraído por la esposa de Twain en Nueva York, Martina. Esto hace que incremente la psicosis de Self y hace que su caída sea aún más brutal.
Después de que Selina haya tramado destruir cualquier posibilidad de una relación entre él y Martina, Self descubre que todas sus tarjetas de crédito han sido bloqueadas, y después de enfrentarse a Frank, las estrellas de la película furiosas pretenden que no hay ninguna película. Se revela que Goodney lo ha estado manipulando; todos los contratos firmados por Self eran préstamos y deudas y Goodney se inventó toda la película. Se revela además que es Frank. Supuestamente, escogió a Self para su comportamiento en el primer avión a América, donde Goodney estaba sentado a su lado. Felix, un botones, le ayuda a escapar de la muchedumbre furiosa en el vestíbulo del hotel y vuela de regreso a Inglaterra, solo para descubrir que Barry no es el verdadero padre de Self.
El personaje pareciera vivir todo el tiempo inadaptado a su medio ambiente o al contexto que lo rodea, como muestra esta cita: 
"La ópera es una de esas cosas que se toman su tiempo, ¿no les parece? Dura lo suyo, lo suyo de verdad. O, al menos, ésa es mi opinión acerca de Otelo. Me pareció entender que habría una segunda parte una vez concluida la primera, y la primera se tomaba las cosas de forma espantosamente lenta. El otro aspecto sorprendente de Otelo es…, bueno, que la letra no está en inglés. Yo confiaba en que de un momento a otro se pondrían serios y empezarían a cantar en plan normal. Qué va: lo hacían en español o italiano o griego, lo que fuera. Tal vez, pensé, tal vez esto sea una fiesta exótica o algo así, para hispanos o portorriqueños. Pero el público me pareció completamente ajeno a todo batiburrillo racial. Quiero decir que esos tipos con barbas de búfalo y abundante cabello, esas tías de metro ochenta con mandíbula cortada a tomahawk y bronceado venusino, bueno: son simplemente americanos. Inquieto, torcí el cuello en busca de un colega que también llevara esmoquin. Las señoras se habían arreglado un poco, sin duda, pero los tíos iban con uniforme de oficina. Sí, me había equivocado de medio a medio. Sin la menor duda. No era de extrañar, maldita sea, que Martina me mirase tan mal. De repente me cruzó la cabeza una idea: con mi aspecto, hubiese desentonado menos en el escenario que en la platea."
Amis se introduce en la novela como una especie de supervisor y confidente en el colapso nervioso final de Self. Es un personaje arrogante, pero Self no teme expresar su opinión, bastante pobre, de Amis, como el hecho de que gana mucho y aun así "vive como un estudiante". Amis, entre otros, intenta advertir a Self de que está camino de su destrucción, pero sin éxito. Felix se convierte en el único amigo real de Self en América y finalmente hace que Self se dé cuenta de que está metido en problemas.
El subtítulo de la novela, "Una nota de suicidio", se explica al final de la novela. Se revela que Barry Self no es el padre de John Self; su padre es de hecho Fat Vince. Como tal, John Self ya no existe. De ahí, en el subtítulo, Amis indica que este cese de la existencia de John Self es algo análogo a un suicidio, que por supuesto, da como resultado la muerte del yo. Una nota de suicidio podría también relacionarse con la novela en su conjunto, o el dinero, que el propio Self llama "notas de suicidio" dentro de la novela, jugando con la palabra inglesa note en el doble sentido de "nota" y "billete". 
Después de descubrir que su padre es Fat Vince, John se da cuenta de que su verdadera identidad es la de Fat John, medio hermano de Fat Paul. La novela termina con que Fat John ha perdido todo su dinero (si es que alguna vez existió), y aun así es capaz de reírse de sí mismo y es cautelosamente optimista sobre su futuro.

## Antecedentes
La novela deriva, en parte, de la experiencia de Amis trabajando en la película Saturno 3, de la que fue guionista. El personaje de Lorne Guyland se basaba en la estrella de la película, Kirk Douglas. Su nombre es un juego sobre la manera en que la localización Long Island, donde vive el personaje, se pronuncia en algunas zonas de Nueva York. Amis dijo de su trabajo que "Dinero  marca una ruptura con la tradición inglesa de enviar a un extranjero afuera en que (a) John Self es medio estadounidense, y (b) como consecuencia no le puede escandalizar Estados Unidos. Ya sabes el usual inglés poterista que va al extranjero en las novelas inglesas y al que todo le impacta. Bueno, no hay ni una pizca de eso en John Self. Acepta completamente los Estados Unidos en sus propios términos y está perfectamente cómodo con ello."
En 2010, David Lipsky, en Time, llamó al libro de Amis "la mejor novela de celebridades que conozco: las estrellas que exigen y adulan para hacerse con la suya a lo largo de toda la trama se parece, cada año que pasa, menos a una caricatura y más a fotorrealismo."

## Adaptación de la BBC para la televisión (2010)
El 11 de noviembre de 2009, The Guardian anunció que la BBC había adaptado Dinero para la televisión como parte de su programación para principios de 2010 para BBC 2. El programa se difundió en mayo de 2010. El actor Nick Frost interpretó a John Self, y Vincent Kartheiser encarnó a Fielding Goodney. Emma Pierson era Selina Street, y Jerry Hall, Caduta Massi. La adaptación, escrita por Tom Butterworth y Chris Hurford, y dirigida por Jeremy Lovering, tiene dos partes.

## Para saber más
- Bentley, Nick (2014). Martin Amis (Writers and Their Work). Northcote House Publishing Ltd.

- Diedrick, James (2004). Understanding Martin Amis (Understanding Contemporary British Literature). University of South Carolina Press.

- Finney, Brian (2013). Martin Amis (Routledge Guides to Literature). Routledge.

- Keulks, Gavin (2003). Father and Son: Kingsley Amis, Martin Amis, and the British Novel Since 1950. University of Wisconsin Press. ISBN 978-0299192105.

- Keulks, Gavin (ed) (2006). Martin Amis: Postmodernism and Beyond. Palgrave Macmillan. ISBN 978-0230008304.

- Tredall, Nicolas (2000). The Fiction of Martin Amis (Readers' Guides to Essential Criticism). Palgrave Macmillan.

- Bradford, Richard (noviembre de 2012). Martin Amis: The Biography. Pegasus. ISBN 978-1605983851.